# Zoila Gurgel
Zoila Gurgel (Fresno, 10 de dezembro de 1983) é uma lutadora estadunidense de MMA. É a atual campeã do evento Bellator na categoria peso-palha (até 52 kg).
É uma das melhores lutadoras peso por peso do mundo e a número um em sua categoria.
Em novembro de 2011 enfrentaria a brasileira Carina Damm em uma luta pelo evento Bellator, porém, em 20 de outubro a luta foi cancelada devido a uma contusão sofrida por Zoila.
É casada com o também lutador de MMA brasileiro Jorge Gurgel.

## Cartel no MMA
| Cartel no MMA   |             |            |
| 16 lutas        | 12 vitórias | 4 derrotas |
| Por nocaute     | 1           | 0          |
| Por finalização | 2           | 2          |
| Por decisão     | 9           | 2          |

| Res.    | Cartel | Oponente        | Método                                 | Evento                                          | Data       | Round | Tempo | Local                      | Notas                                                                                                   |
| ------- | ------ | --------------- | -------------------------------------- | ----------------------------------------------- | ---------- | ----- | ----- | -------------------------- | --- |
| Derrota | 12-4   | Vanessa Porto   | Decisão (unânime)                      | Invicta FC 7                                    | 06/12/2013 | 3     | 5:00  | Kansas City, Missouri      | |
| Derrota | 12-3   | Jenifer Maia    | Decisão (unânime)                      | Invicta FC 5                                    | 5/4/2013   | 3     | 5:00  | Kansas City, Kansas        | |
| Derrota | 12-2   | Jessica Eye     | Finalização Técnica (katagatame em pé) | Bellator 83                                     | 7/12/2012  | 1     | 0:58  | Atlantic City, Nova Jersey | |
| Vitória | 12-1   | Casey Noland    | Decisão (unânime)                      | Bellator 78                                     | 16/10/2012 | 3     | 5:00  | Dayton, Ohio               | |
| Vitória | 11-1   | Karina Hallinan | Decisão (unânime)                      | Bellator 35                                     | 5/3/2011   | 3     | 5:00  | Lemoore, Califórnia        | Estréia nos Moscas                                                                                      |
| Vitória | 10-1   | Megumi Fujii    | Decisão (dividido)                     | Bellator 34                                     | 28/10/2010 | 5     | 5:00  | Hollywood, Flórida         | Final do Torneio de Moscas Feminino da 3ª Temporada; Ganhou o Cinturão Peso Palha Feminino do Bellator. |
| Vitória | 9-1    | Jessica Aguilar | Decisão (dividida)                     | Bellator 31                                     | 30/9/2010  | 3     | 5:00  | Lake Charles, Luisiana     | Semifinal do Torneio de Moscas Feminino da 3ª Temporada.                                                |
| Vitória | 8-1    | Jessica Penne   | Decisão (unânime)                      | Bellator 25                                     | 19/8/2010  | 3     | 5:00  | Chicago, Illinois          | Quartas de Final do Torneio de Moscas Femininos da 3ª Temporada.                                        |
| Vitória | 7-1    | Rosi Sexton     | Nocaute (joelhadas e socos)            | Bellator 23                                     | 24/6/2010  | 1     | 2:00  | Louisville, Kentucky       | |
| Vitória | 6-1    | Michelle Ould   | Finalização (lesão no tornozelo)       | The Warriors Cage 8: Meltdown                   | 16/5/2010  | 2     | 2:42  | Porterville, Califórnia    | |
| Derrota | 5-1    | Miesha Tate     | Finalização (chave de braço)           | Strikeforce Challengers: Johnson vs. Mahe       | 26/3/2010  | 2     | 4:09  | Fresno, Califórnia         | |
| Vitória | 5-0    | Jessica Rakoczy | Finalização (chave de braço)           | Tachi Palace Fights 3: Champions Collide        | 4/2/2010   | 2     | 1:17  | Lemoore, Califórnia        | |
| Vitória | 4-0    | Elisha Helsper  | Decisão (unânime)                      | Strikeforce Challengers: Gurgel vs. Evangelista | 6/11/2009  | 3     | 5:00  | Fresno, Califórnia         | |
| Vitória | 3-0    | Leann Jenkins   | Decisão (unânime)                      | PureCombat 9: Home Turf                         | 25/7/2009  | 3     | 5:00  | Visalia, Califórnia        | |
| Vitória | 2-0    | Sarah Boyd      | Decisão (unânime)                      | Disturbing The Peace                            | 27/6/2009  | 3     | 5:00  | Fresno, Califórnia         | |
| Vitória | 1-0    | Karina Hallinan | Decisão (dividido)                     | Wargods: The Valentine's Eve Massacre           | 13/2/2009  | 3     | 3:00  | Fresno, Califórnia         | |